# Ruschwedel
Ruschwedel ist ein Ortsteil des Fleckens Harsefeld in Niedersachsen und liegt im Süden des Landkreises Stade. Ruschwedel hat etwa 500 Einwohner.

## Geographie
Ruschwedel liegt auf der Stader Geest am rechten Ufer vom Steinbeck, einem Nebenfluss der Aue.
Nachbarorte sind Bliedersdorf und Rutenbeck im Norden, Grundoldendorf im Nordosten, Apensen im Südosten, Revenahe-Kammerbusch, Weißenfelde und Griemshorst im Südwesten, Harsefeld im Westen und Issendorf im Nordwesten.

## Geschichte

### Verwaltungsgeschichte
In der Franzosenzeit gehörte Ruschwedel zunächst 1810/11 zur Mairie Bliedersdorf im Kanton Horneburg im Königreich Westphalen, von 1811 bis 1814 gehörte Ruschwedel dann unter Napoleon direkt zum Französischen Kaiserreich und so zur Mairie Horneburg im Kanton Horneburg. Mit dem Ende der Franzosenzeit kehrte der alte Stand wieder ein.
Vor 1852 gehörte Ruschwedel zum Gericht Delm und wurde dann von 1852 bis 1859 Teil vom Amt Horneburg, das 1859 im Amt Harsefeld aufging. Nach 1885 gehörte Ruschwedel zum Kreis Stade. Aus diesem ging 1932 der jetzige Landkreis Stade hervor.
Von 1967 bis 1972 bildete Ruschwedel mit Issendorf und Harsefeld eine erste Samtgemeinde Harsefeld. Im Zuge der Gebietsreform wurde Ruschwedel zum 1. Juli 1972 nach Harsefeld eingemeindet.

### Religion
Ruschwedel ist evangelisch-lutherisch geprägt. Obwohl Ruschwedel zum Flecken Harsefeld gehört, ist das Dorf historisch bedingt immer noch Teil des Kirchspiels Apensen.
Für die wenigen Katholiken ist die St.-Michael-Kirche in Harsefeld zuständig, die seit dem 1. September 2010 zur Kirchengemeinde Mariä Himmelfahrt in Buxtehude gehört.
Ruschwedel hat einen eigenen Friedhof, der im Süden des Dorfes liegt.

## Kultur und Sehenswertes

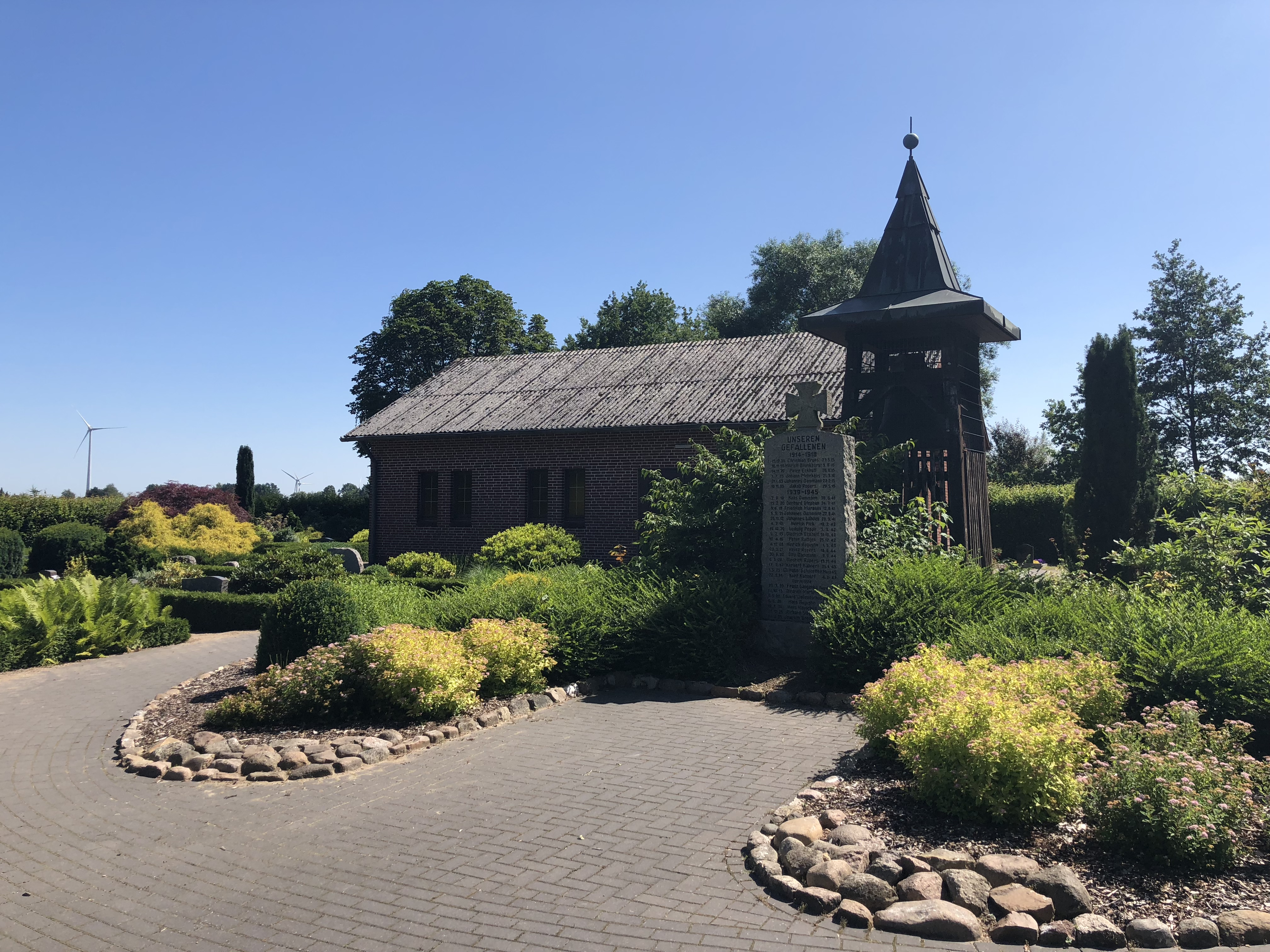
Friedhof mit Glockenturm, Kriegerdenkmal und Kapelle

### Sehenswürdigkeiten

#### Bauwerke
In der Liste der Baudenkmale in Harsefeld sind für Ruschwedel zwei Baudenkmale eingetragen:
- Ruschwedeler Straße: Straßenteilstück
- Ruschwedeler Straße 21: Gasthof

#### Weitere Sehenswürdigkeiten

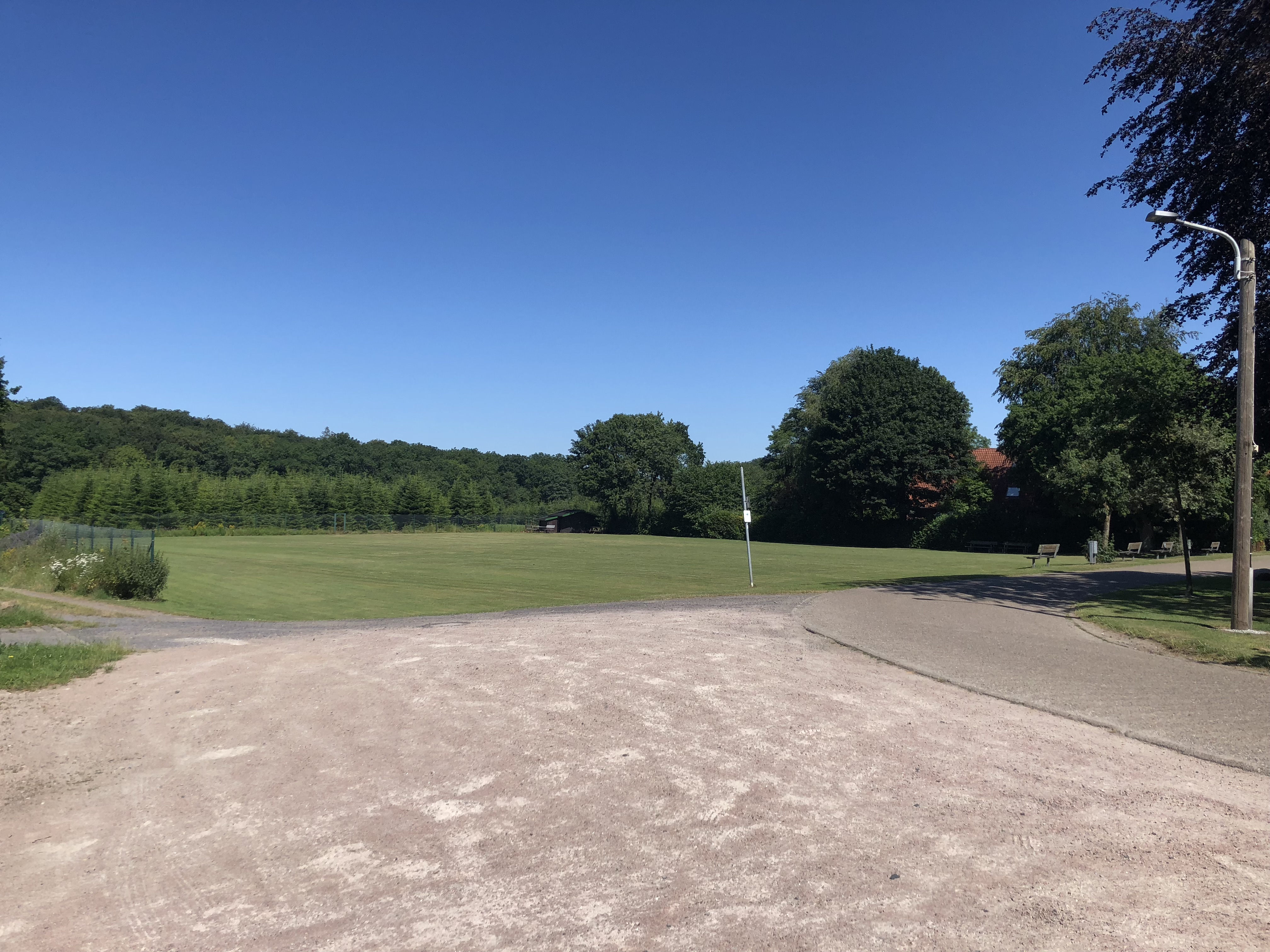
Sportplatz

- Glockenturm auf dem Friedhof
- Kriegerdenkmal für die Gefallenen aus den beiden Weltkriegen

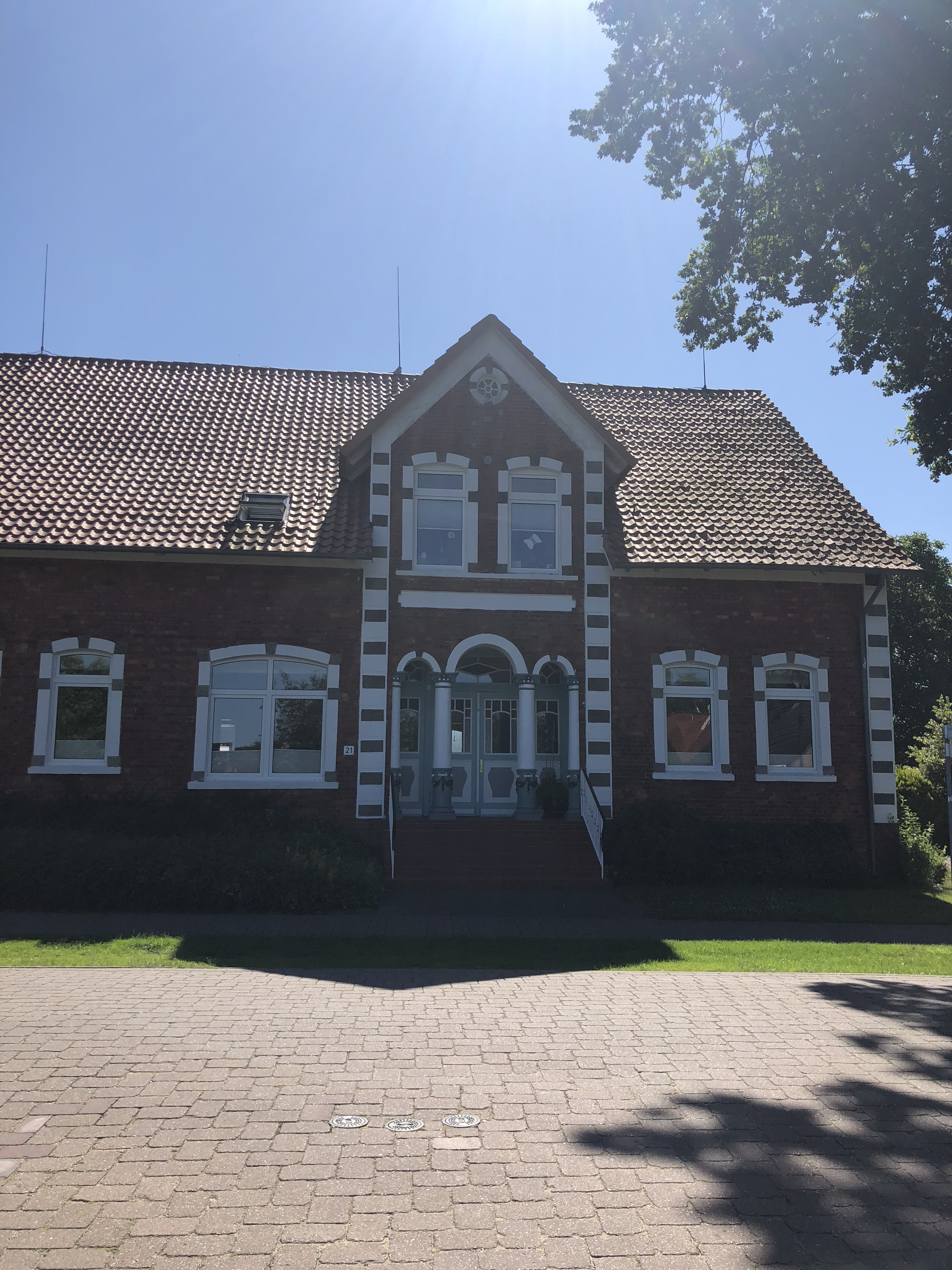
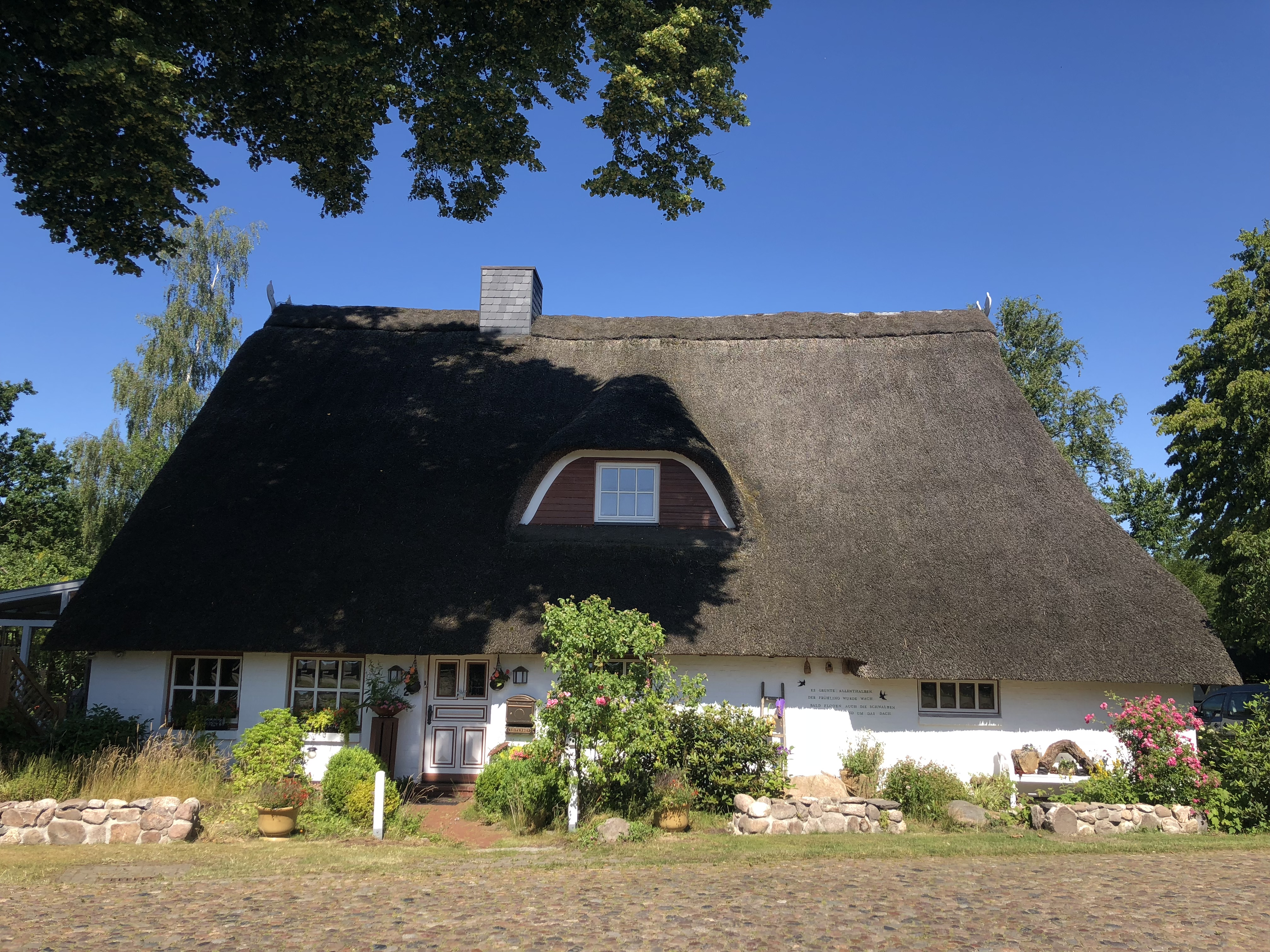
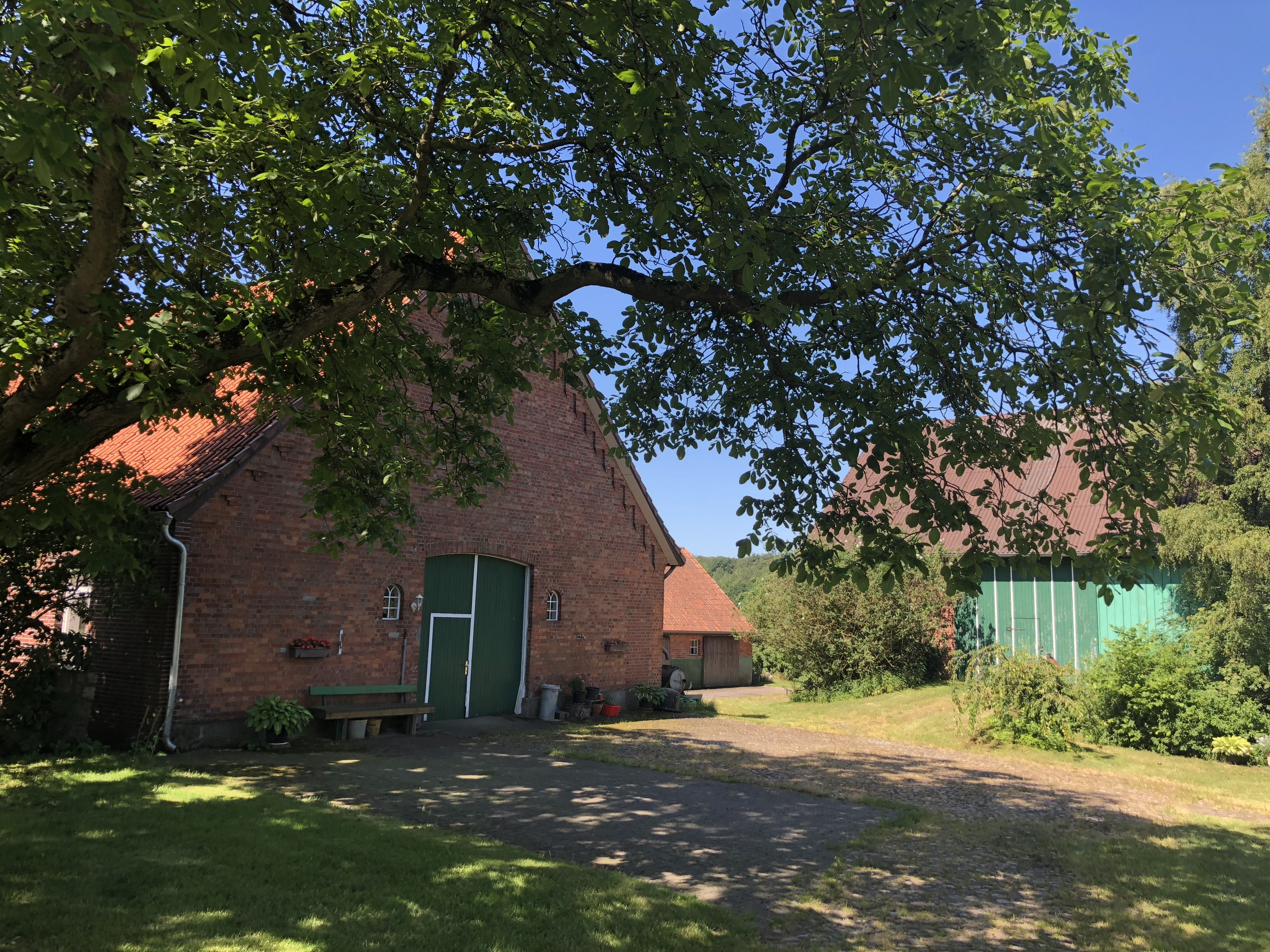
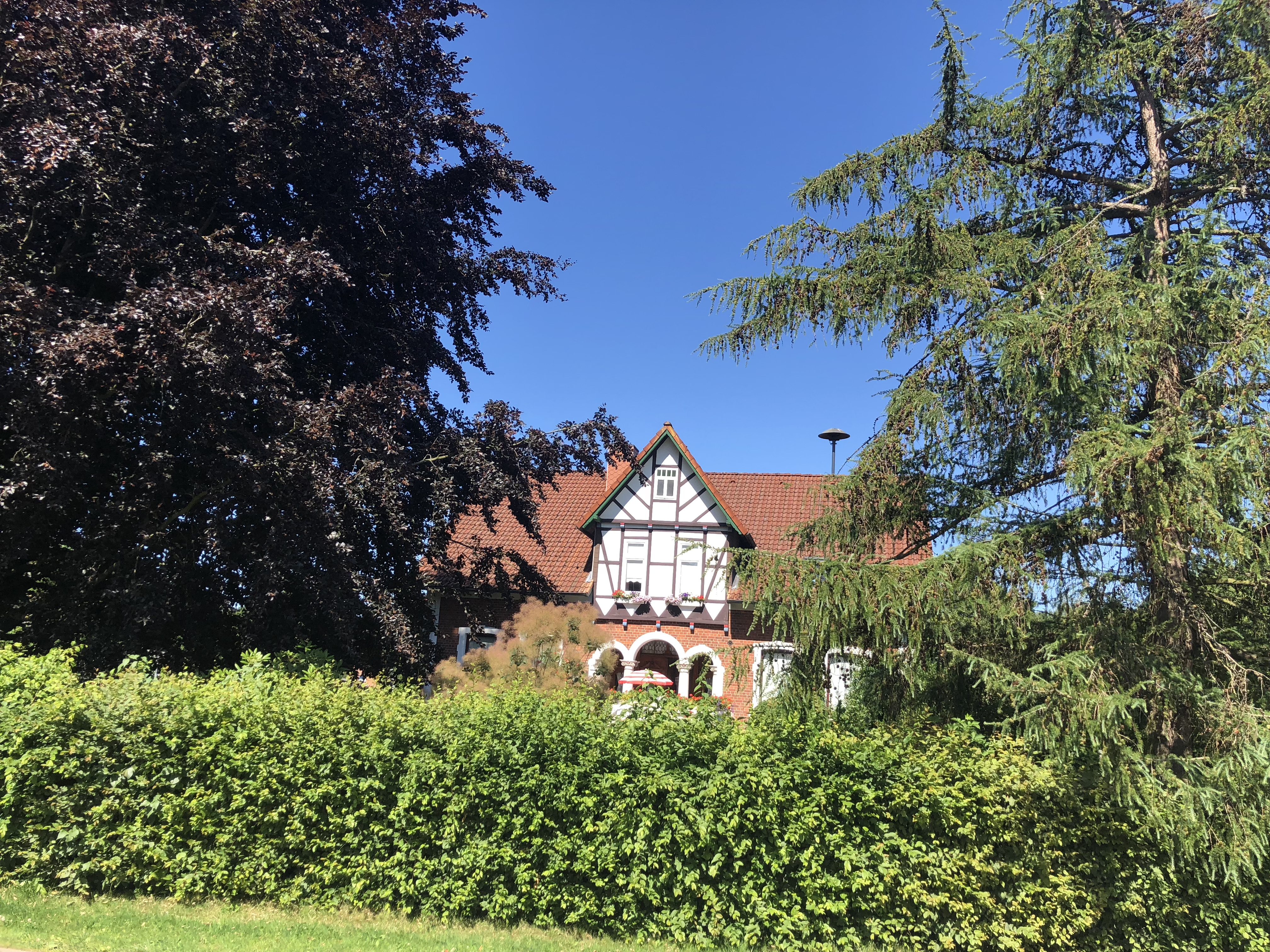

- Mehrere alte Wohnhäuser

### Sport
Heute ist Ruschwedel vor allem durch den SV Ruschwedel, dessen erste Herrenmannschaft in der 2. Faustball-Bundesliga (Nord) spielt, bekannt.

## Wirtschaft und Infrastruktur

### Wirtschaft
Traditionell spielte für das Dorf, dessen Existenz seit dem 17. Jahrhundert belegbar ist, die Milchproduktion eine große wirtschaftliche Rolle. Heutzutage gibt es jedoch keinen Hof mehr, der davon lebt.

### Verkehr

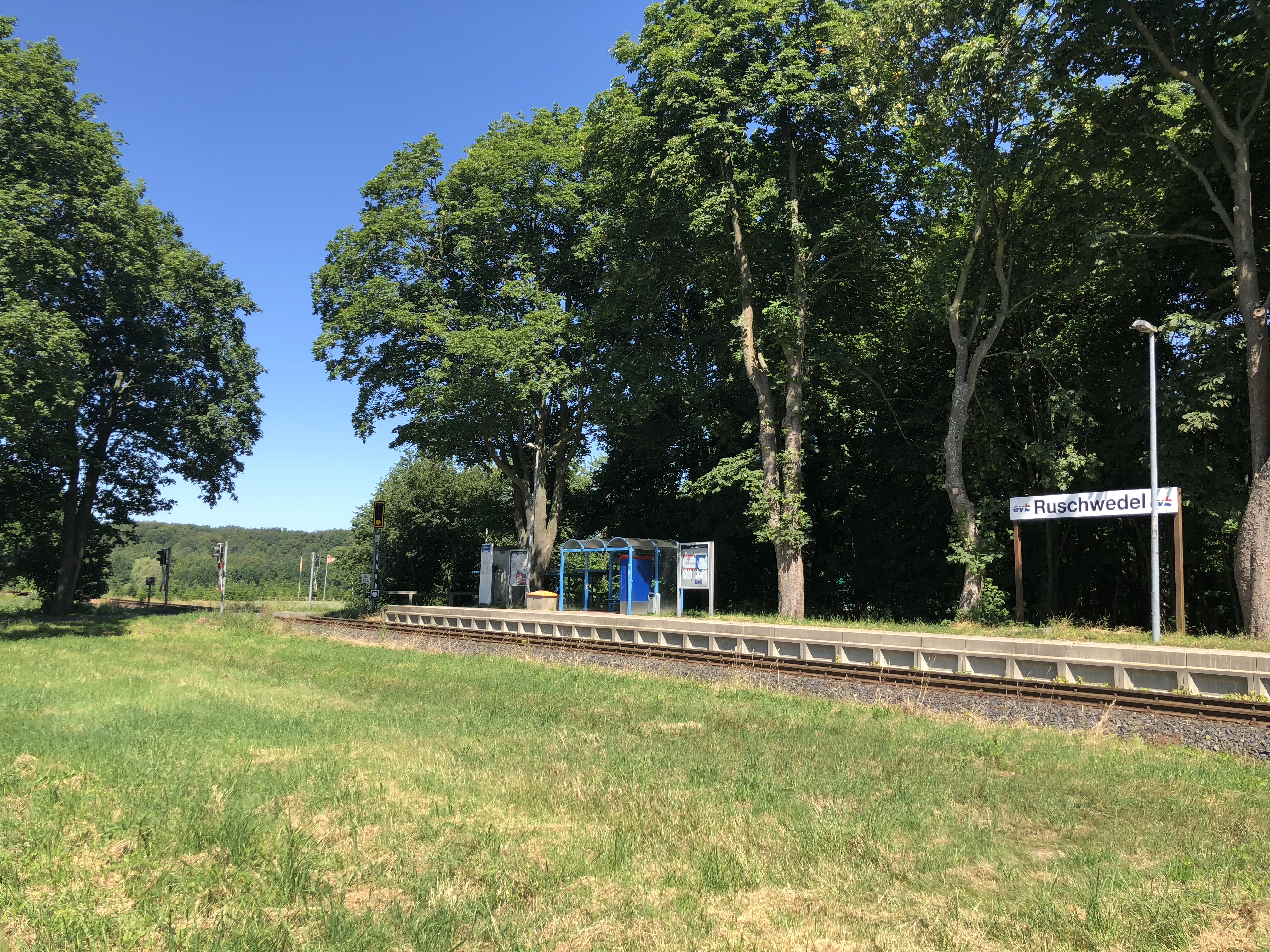
Haltepunkt Ruschwedel

Ruschwedel ist über die Kreisstraße 49 mit Harsefeld und Apensen verbunden und verfügt über einen Haltepunkt an der Bahnstrecke Buxtehude–Harsefeld, welche von den EVB betrieben wird. Auf der Strecke verkehren Züge zwischen Bremerhaven, Bremervörde, Harsefeld und Buxtehude. In Buxtehude besteht Anschluss an Züge nach Hamburg.

### Öffentliche Einrichtungen
Neben einem Dorfgemeinschaftshaus gibt es einen Kinderspielkreis und ein kleines Schwimmbad. Zudem existiert vor Ort ein Streichelzoo.

## Persönlichkeiten
- Johann Diedrich Bellmann (1930–2006), plattdeutscher Schriftsteller